# Bernie Taupin
Bernard "Bernie" Taupin, född 22 maj 1950 i Anwick nära Sleaford, Lincolnshire, är en brittisk textförfattare, poet, musiker, sångare, designer och konstnär. Han är mest känd som textförfattare till majoriteten av Elton Johns sånger. 

## Biografi
Oberoende av varandra svarade Taupin och Reginald Kenneth Dwight (sedermera Elton John) 1967 på en annons om en audition i London för unga låtskrivare. De två fördes samman, flyttade in hos Eltons mamma och styvfar i Pinner, och inledde sitt sedermera legendariska samarbete.
Efter hundratals samskrivna låtar ses låtskrivarparet som ett av de mest framgångsrika någonsin, med enbart John Lennon/Paul McCartney, Burt Bacharach/Hal David och Mick Jagger/Keith Richards som tänkbara konkurrenter. Taupin beskrivs som det kreativa geniet bakom låttexterna till Elton Johns klassiska låtar. Han var ett personligt stöd för John under en svår tid 1968, något som återspeglas i låten "Someone Saved My Life Tonight".
Inför Elton Johns album The Union (2010; i samarbete med Leon Russell), samarbetade de två återigen. 
Några kända texter är "Daniel" (1973), "Your Song" (1970), "Sacrifice" (1989), "Candle in the Wind" (1973 & 1997), "Sorry Seems to Be the Hardest Word" (1976), "Rocket Man" (1972) och "Goodbye Yellow Brick Road" (1973).
På Oscarsgalan 2020 vann Taupin en Oscar för bästa sång tillsammans med Elton John för sången "(I'm Gonna) Love Me Again" i filmen Rocketman, som handlar om Elton Johns liv. Det var första gången som Taupin och Elton Oscarnominerades tillsammans.

### Familj
Taupin bor idag (2018) i Los Angeles, där han numera spelar i ett eget band. Han är sedan 1990 amerikansk medborgare. Han har tre tidigare äktenskap bakom sig och är sedan 2004 gift med Heather Kidd.